# Léon Claro
 (novembre 2021).
Si vous disposez d'ouvrages ou d'articles de référence ou si vous connaissez des sites web de qualité traitant du thème abordé ici, merci de compléter l'article en donnant les références utiles à sa vérifiabilité et en les liant à la section « Notes et références ».
Pour les articles homonymes, voir Claro (homonymie).
Léon Claro est un architecte français né à Oran le 24 juin 1899 et mort à Gien le 31 décembre 1991.
Léon Claro fut l'un des bâtisseurs de la ville d'Alger. On lui doit plusieurs édifices d'importance dans la capitale ainsi que dans d'autres villes algériennes.
Architecte des Monuments historiques de l'Algérie, il fut également enseignant à l'École des beaux-arts d'Alger avant et après l'indépendance de l'Algérie.
En mars 1956, Président du Conseil régional de l'Ordre, représentant du Conseil supérieur des architectes, il était membre du jury qui attribua le 1er Prix à Paul Herbé et Jean Le Couteur pour la réalisation de la Cathédrale du Sacré-Cœur d'Alger.

## Décorations
- Chevalier de l'ordre des Arts et des Lettres (1957)[2]

## Réalisations

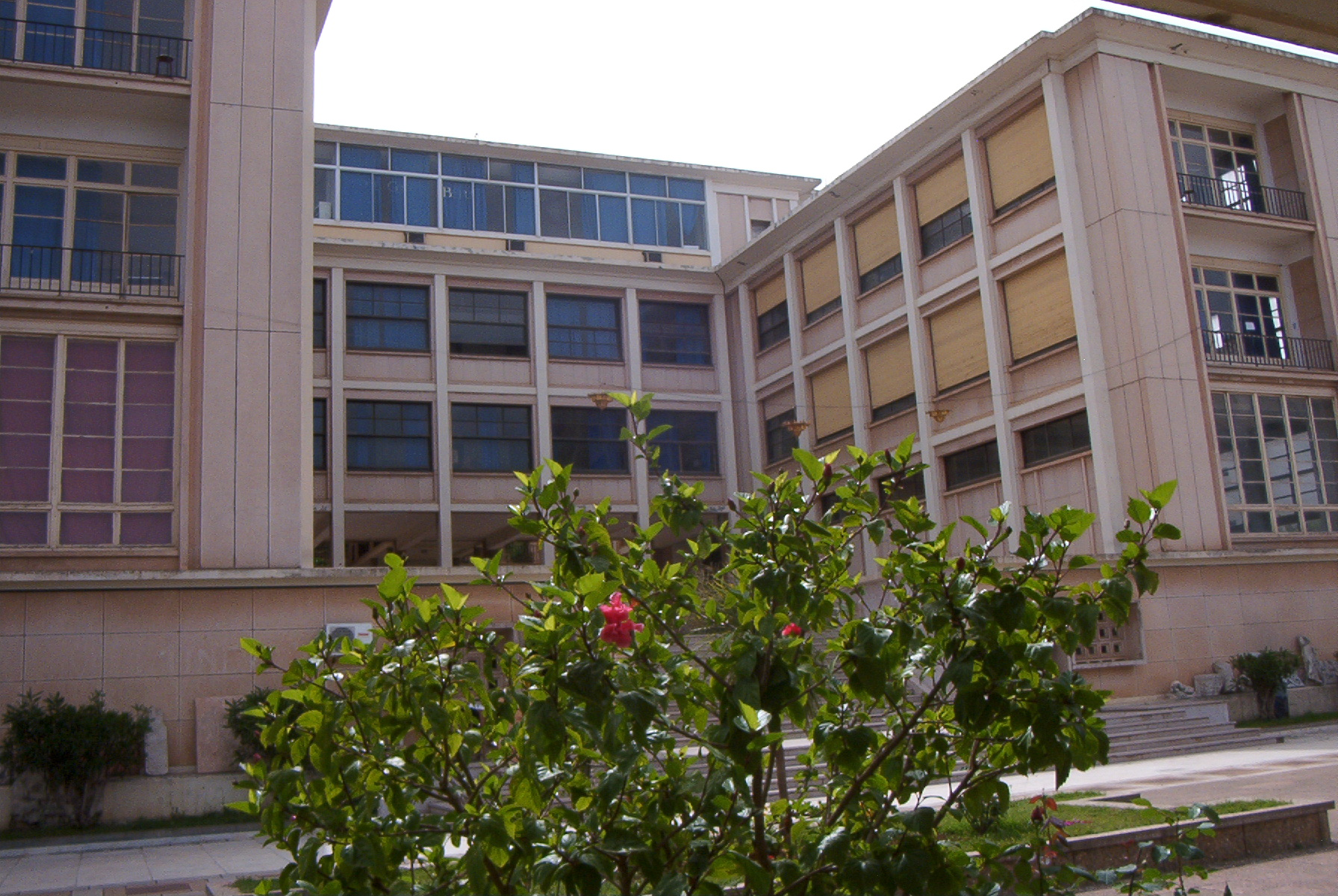
L'École des Beaux-Arts d'Alger

- Villa du Centenaire appelée aussi Maison indigène d'Alger (1930)
- Le Foyer civique, aujourd'hui Maison du peuple. Paul Belmondo et Georges Béguet réalisèrent les bas-reliefs sur la façade. À l'intérieur on peut voir les ensembles décoratifs des peintres algérois : Émile Claro (frère de Léon), Armand Assus, Louis Fernez, Léon Carré, Marius de Buzon, Maurice Adrey (1935)
- École du Champ de manœuvres (Place du 1er mai) (1935)

Avec Jacques Darbéda, son élève, il réalisa
- École des Beaux-Arts d'Alger (1954)
- Hôpital de Tizi Ouzou (ex Naegelen) aujourd'hui centre hospitalo-universitaire.